# سامسونگ اس۸۰۰۰
سامسونگ اس۸۰۰۰ (به انگلیسی: Samsung S8000) همچنین شناخته‌شدن تحت نام سامسونگ جت (به انگلیسی: Samsung Jet) یک‌نمونه از گوشی‌های تلفن همراه سری S شرکت سامسونگ می‌باشد که توسط همین شرکت به بازار عرضه شده‌است.